# (4593) Reipurth
(4593) Reipurth (1980 FV1) – planetoida z pasa głównego asteroid okrążająca Słońce w ciągu 5,27 lat w średniej odległości 3,03 j.a. Odkryta 16 marca 1980 roku.